# پرون لبینش
پرون لبینش (به لاتین: Péronnes-lez-Binche) یک منطقهٔ مسکونی در بلژیک است که در بنش واقع شده‌است. پرون لبینش ۴٬۴۱۷ نفر جمعیت دارد.